# Mount Tyndall (Tasmanien)
Der Mount Tyndall ist ein 1179 Meter hoher Berg im Westen des australischen Bundesstaates Tasmanien.

## Geographie
Er liegt im Norden der West Coast Range. Das umgebende Hochland wird Tyndall Range genannt und liegt am nördlichen Ende eines riesigen Felsblocks nördlich des Mount Sedgwick. Dort liegen auch eine Reihe von Gletscherseen, zum Beispiel der Lake Westwood und der Lake Dora.

## Name
Der Berg wurde nach dem irischen Wissenschaftler und Bergsteiger John Tyndall benannt.